# دختر زمستان
دختر زمستان (آلمانی: Wintertochter) یک فیلم خانوادگی آلمانی-لهستانی است که در سال ۲۰۱۱ منتشر شد.

## گزیدهٔ بازیگران
- اورسالا ورنر
- لئون زایدل
- مراب نینیدزه
- کاترینا ماری شوبرت
- ماکسیم مهمت
- دانیل اولبریخسکی
- الی واسرشایت